# Azlea Antistia
Azlea Antistia (Condado de Los Ángeles, California; 18 de octubre de 1976) es una actriz pornográfica estadounidense que debutó en abril de 1998.
Nació al sur de California, pero creció en Nueva York y regresó de nuevo a California, donde reside.

## Filmografía
- More Bang for the Buckxxx (2006)
- Tit Happens (2004)
- Prettiest Tits I Ever Came Across (2004)
- Strapped (2004)
- Eye Spy Sky (2003)
- I Love Lesbians 12 (2003)
- Cockroads (2002)
- Betting on Flesh (2001)
- Music to Fuck to: Just Sit on a Happy Face (2001)
- Roommates (2000/I).... Rollerchic #1
- Best of Fresh Hot Babes (2000)
- Busty Pom Pom Girls (2000)
- Perfect Asses (2000)
- Pussyman's Decadent Divas 6 (2000)
- Six Degrees of Seduction 2 (2000)
- Tremendous Butt Babes (2000)
- Watcher 9 (2000)
- The Seven Deadly Sins (1999)
- Sports Spectacular (1999)
- On the Street (1999)
- 75 Nurse Orgy (1999) (as Azleah)
- Between the Cheeks (1999)
- Cheerleaders Misbehavin' (1999)
- Debbie '99 (1999) (as Azleah)
- Dethroned (1999)
- Freshman Fantasies 17 (1999).... Rachel
- Pussyman's Campus Sluts Busted (1999)
- Pussyman's Decadent Divas 2 (1999)
- Ritual (1999)
- Sensually Haunted (1999)
- Stop! My Ass Is on Fire! (1999)
- Titman (1999)
- Trial by Copulation (1999)
- The World's Luckiest Patient (1999)
- Action Sports Sex (1998)
- Afterglow (1998)
- Crazy Like a Fox (1998)
- Flesh Peddlers (1998)
- Fresh Hot Babes 13: Summer Babe Search (1998)
- The Naked Truth (1998).... Lydia
- Pornogothic (1998)
- Rainwoman 13 (1998)
- Ripe Vol. 1 (1998)
- Size Matters (1998)
- A Slave to Fashion (1998)
- Welcome to the Cathouse (1998)
- Wicked Covergirls (1998)